# ألان بريغز
ألان بريغز (بالإنجليزية: Allan Briggs)‏ هو لاعب رماية أمريكي، ولد في 14 فبراير 1873 في بريدجبورت في الولايات المتحدة، وتوفي في 12 نوفمبر 1951 في فينيارد هافن في الولايات المتحدة.

## وصلات خارجية
- ألان بريغز على موقع الاتحاد الدولي (الإنجليزية)
- ألان بريغز على موقع اللجنة الأولمبية الدولية (الإنجليزية)
- ألان بريغز على موقع أوليمبيديا (الإنجليزية)